# Nemapteryx armiger
Nemapteryx armiger är en fiskart som först beskrevs av De Vis, 1884.  Nemapteryx armiger ingår i släktet Nemapteryx och familjen Ariidae. Inga underarter finns listade i Catalogue of Life.